# 傅璇琮
傅璇琮（1933年11月18日—2016年1月23日），又名湛之，浙江鄞縣（今宁波市）人，中国文史学家、编辑家，中国共产党党员，曾任中华书局总编辑。尤精唐宋文学研究，为这一领域的权威。

## 生平

### 早年
1933年11月18日，傅璇琮生于浙江鄞縣（今宁波市）。其初中时代开始向《开明少年》、《中学生》等杂志投稿，因开明书店规定年轻学子的稿费不发现金而发书店购书券，傅璇琮便利用该规定购买朱东润的《张居正大传》等书阅读。

### 遭谪
1951年，傅璇琮考入清华大学中文系。1952年10月，因院系调整转入北京大学中文系，期间曾从王瑶、陈梦家、林庚等师学习。1955年，于北京大学中文系毕业后留校，担任浦江清所设“元明清文学史”课程之助教。1958年，傅璇琮参加了一个以乐黛云为首的青年文学团体并准备创办一个名为《当代英雄》的“同人刊物”，后因此被认定为“反党小集团”，被划为“右派”。傅璇琮于同年3月因反右运动离开北京大学，被调入商务印书馆。

### 编辑与治学
傅璇琮进入商务印书馆后，被辞书编辑专家吴泽炎安排重编清代李慈铭的《越缦堂读书记》，为之重新标点断句并从作者日记中拾遗补阙。1958年六七月间，商务印书馆古籍编辑室取消而成立《辞源》编辑室，吴泽炎留下主持《辞源》修订，傅璇琮等人被转调至中华书局。8月傅调到中华书局的文学编辑室，参加《新编唐诗三百首》的编选评注工作，随后时任文学编辑室主任的徐调孚交待他处理经顾颉刚校点的清代姚际恒的《诗经通论》书稿，并撰写出版说明；1959年4月，徐调孚又让傅璇琮为王国维次子王仲闻点校的《全唐诗》写《点校说明》，傅璇琮因此对唐诗有了全面接触。傅璇琮在审读、编辑稿件的工作之余，常去北京图书馆（后为国家图书馆古籍馆）查阅资料，后为编印“古典文学研究资料汇编”而写成近20万字的《杨万里范成大研究资料汇编》和70多万字的《黄庭坚和江西诗派研究资料汇编》。

### 平反
傅璇琮“平反”后，曾拒绝北京大学中文系与清华大学中文系的邀请，继续在书局工作。其于1983年被评为中华书局编审，1991年起享受国务院政府特殊津贴。其在中华书局共工作了45年之久，于2003年退休。2008年受聘为中央文史研究馆馆员，又重回清华大学任教授。

### 去世
2015年初，傅璇琮因偶然摔跤而骨折，此后一直卧床；2016年1月23日15时14分在北京逝世。其在逝世的前一天，还在病床上为人审阅稿件。

## 社会兼职
兼任中国唐代文学学会会长，第八、九届全国政协委员，九三学社第八、九、十届中央委员会委员，中央文史研究馆馆员，《中国韵文学刊》名誉主编。

## 学术贡献
傅璇琮历任中华书局编辑、编辑室主任、副总编辑、总编辑，长期主持或分管中华书局编辑部工作，曾参与点校本“二十四史”的编辑工作、担任《宋书》的责任编辑，又参与编辑出版《中国古籍总目》、《全唐五代诗》、《唐五代文学编年史》、《唐才子传校笺》、《全宋诗》《全宋笔记》、《宋才子传校笺》、《宋登科记考》、《宁波通史》、《万历十五年》、《全明词》、《全清词》、《顾亭林诗文集》、《续修四库全书总目提要》、《史通》、《清人考订笔记》、《启功丛稿》等书目与“古典文学研究资料汇编”丛书、“中国古典文学基本丛书”、“中国古典文学史料研究丛书”、多卷本“中国文学家大辞典”等系列丛书。其在任中国国家古籍整理出版规划小组副组长兼秘书长时，又参与制订《古籍整理出版九年规划》、《中国古籍整理出版十年规划和“八五”计划》、《中国古籍整理出版“九五”重点规划》等。
傅璇琮一生撰编了大量的文史著作，其写的“杨万里范成大”和“黄庭坚和江西诗派”的资料汇编开辟了中华书局资料汇编的先河。傅璇琮的研究著作将乾嘉学派考证与西方文论、宏观研究与微观研究结合，从政治与文学的关系、政治制度与文学体制着眼，如《唐代诗人丛考》重视诗人群体的研究，《唐代科举与文学》重视政治制度与文学发展关系的研究，《李德裕年谱》深入到“牛李党争”的内部揭示政治势力互相倾轧的内幕。2015年12月，其撰寫的《唐代科举与文学》获得第三届思勉原创奖。
傅璇琮注重奖掖后进，常提携和帮助新人；傅璇琮又经常为其他学者写书序，其曾言：“一些后辈将我们写的序言，当做是对他们的鼓励；写序需要读人家的书稿，对我而言也是一种自我学习。”傅璇琮的一部书以“濡沫集”为名，取朋友之间学术交往的“相濡以沫”之意。

## 代表著作
- 《唐代诗人丛考》
- 《李德裕年谱》
- 《唐代科举与文学》
- 《唐诗论学丛稿》
- 《唐人选唐诗新编》
- 《河岳英灵集研究》（合著）
- 《唐才子传校笺》（主编）
- 《黄庭坚和江西诗派资料汇编》
- 《全宋诗》（参与主编）

## 资料来源
1. ↑  . 中国作家网. 2017-01-23  [2020-06-21]. （原始内容存档于2020-06-21）.
2. ↑  汝信; 易克信. . 社会科学文献出版社. 1988. ISBN 7-80050-017-9.
3. ↑  马良春; 李福田. . 天津人民出版社. 1991. ISBN 7-201-00750-5.
4. ↑  朱戟影. . 澎湃新闻. 2016-01-23  [2020-06-21]. （原始内容存档于2020-06-21）.
5. 1 2 3 4 5 6 7 8 9 10  . 中国社会科学网. 2016-03-31  [2020-06-21]. （原始内容存档于2020-06-22）.
6. 1 2 3 4 5 6  张春海. . 中国社会科学网. 2014-01-06  [2020-06-21]. （原始内容存档于2020-06-22）.
7. 1 2 3 4 5 6  黄道京. . 中国编辑. 2017, (2).
8. 1 2  清平客. . 书品. 2016, (1).
9. 1 2 3  中国韵文学刊编辑部. . 中国韵文学刊. 2016, (1).
10. ↑  陶文鹏. . 文史知识. 2017, (7).
11. ↑  王志清. . 宁波大学学报(人文科学版). 2012, (1).

## 相关书籍
- 《傅璇琮学术评论》